# Сахул

Шельф Сахул — входить до складу континентального шельфу континенту Сахул (об'єднаний континент Австралії та Нової Гвінеї) і розташовано поблизу північного узбережжя Австралії.

## Географія
Шельф Сахул прямує на північний захід від Австралії під Тиморським морем, закінчуючись Тиморським жолобом. Інша частина шельфу Сахул відома як Арафурський шельф прямує від північного узбережжя Австралії під Арафурським морем до Нової Гвінеї. Острови Ару здіймаються з Арафурського шельфу. До шельфу Сахул іноді також включають шельф Роулі, який прямує під Індійським океаном на північний захід від узбережжя Австралії  на південь до Норт-Уест-Кейп.
Коли рівень моря впав під час льодовикового періоду плейстоцену , а саме під час останнього льодовикового максимуму приблизно 18,000 років тому, шельф Сахул був вільним від моря. Арафурський шельф утворив сухопутний міст між Австралією, Новою Гвінеєю і островами Ару, через це ці землі пройшли багато пращурів сьогоденних сумчастих ссавців, прісноводних риб. Лінія Лідеккера (біогеографічна лінія), проходить уздовж краю шельфу Сахул, і  відокремлює Воллесею від Сахулу. В свою чергу Воллесія є граничною зоною між шельфом Сахул і Зондським шельфом.